# 46-та окрема десантно-штурмова бригада (Україна)
46-та окрема десантно-штурмова бригада (46 ОДШБр) — військове з'єднання у складі Десантно-штурмових військ Збройних сил України, що існувало у 2016—2020 роках.

## Історія
Бригада була сформована у грудні 2016 року з пунктом постійної дислокації у м. Полтаві. До складу бригади увійшли підрозділи, які були підготовлені на базі інших десантних бригад. Днем створення бригади вважається 26 грудня. З січня 2017 року підрозділи бригади залучалися до участі в зоні бойових дій на сході України.
У липні 2019 року на загальновійськовому полігоні на Житомирщині відбулись тактичні навчання з бойовою стрільбою підрозділів бригади. Під час різних етапів навчань, десантно-штурмові роти відпрацьовували навчально-бойові завдання в ході наступальних та оборонних дій.
18 листопада 2019 року українські ЗМІ повідомили, що російські окупаційні війська завдали удару по позиціях бригади поблизу с. Сизе в Луганській області, в результаті чого один з військовослужбовців зазнав важкого поранення. Цілком ймовірно, що атака була проведена з території РФ, та в районі, який безпосередньо межує з ділянкою розведення в Станиці Луганській.
28 січня 2020 року пресслужба Міноборони повідомила, що один із підрозділів бригади відпрацював дії в обороні на полігоні в Луганській області. Серед навчальних пріоритетів навчань були тактична медицина, тактика ведення бою і взаємодія зі бронетехнікою, удосконалення командної роботи. Кожен елемент підготовки десантники вчилися виконувати на максимальній швидкості.

## Втрати
- солдат Пацула Сергій Васильович;
- сержант Руських Сергій Миколайович[6][7]